# Людовит Штур
Людови́т Велислав Штур (словац. Ľudovít Štúr, свого часу відомий як словац. Ludevít Velislav Štúr; 29 жовтня 1815, Угровець біля Бановця-над-Бебравою — 12 січня 1856, Модра біля Братислави) — словацький поет, філолог, громадський діяч, журналіст, видавець, викладач, філософ і лінгвіст, депутат парламенту Королівства Угорщини. Ідеолог словацького національного відродження у XIX ст., автор словацького мовного стандарту, що врешті привів до сучасної словацької літературної мови, організатор словацьких революційних кампаній протягом революції 1848—1849 років в Угорщині.

## Життєпис

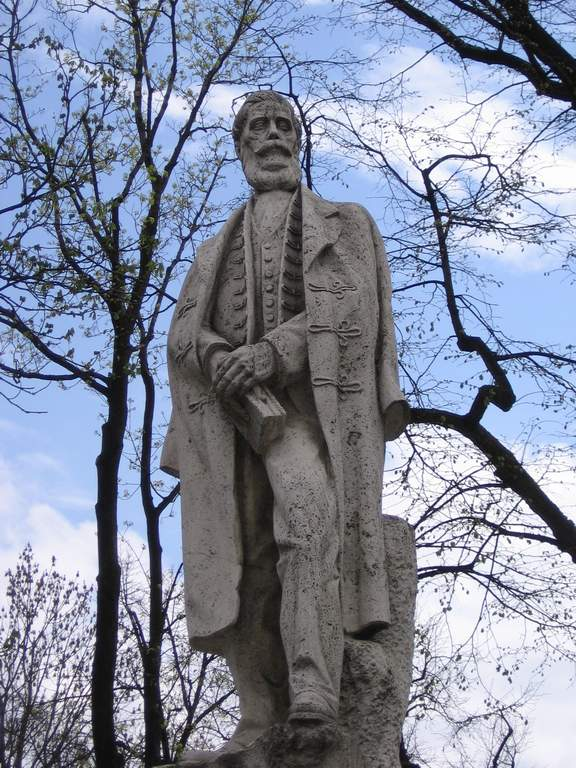
Памятник Л. Штуру в Левочі

Людовит Штур народився 29 жовтня 1815 року в містечку Угровець, Середня Словаччина, у багатодітній родині вчителя. Під час навчання у євангельській гімназії міста Рабе (нині — Дьор) юний Штур завдяки професору Петцу познайомився і зацікавився слов'янською проблематикою. По закінченню гімназії він продовжує навчання у Братиславському ліцеї, де існувала єдина в Угорському королівстві кафедра чесько-словацької мови і літератури. Саме тут він залучається до витоків становлення словацького національного руху. З 1835—1836 роки Людовит Штур стає заступником голови Братиславського «Чесько-словацького товариства», яке з 1837 році було реорганізовано в Інститут чесько-словацької мови і літератури.
Поряд з Врховським Штур відіграє важливу організуючу роль у студентському русі. Він плідно працює керівником мовного відділення кафедри чеськословацької мови і у Братиславському ліцеї. До того ж, поряд з Годжею, Гурбаном та іншими він виступає як організатор літературного товариства Татрін.
Після студентських виступів 1837 року наступає період політичних репресій. Офіційна влада забороняє діяльність всіх студентських товариств, в тому числі «Чесько-словацького товариства». Штур покидає батьківщину на два роки і поступає на навчання до університету, що розташовувався у німецькому місті Галле. Під час навчання у Німеччині Штур розширяє коло своїх наукових знайомств, а польовим об'єктом його досліджень стають лужицькі серби.
У середині XIX століття завдяки зусиллям словацької протестантської інтелігенції в особі Людовита Штура, Йозефа Гурбана і Михала Годжі кодифіковано та впроваджено в життя новий варіант літературної словацької мови, згодом його названо «штурівщиною». Його вихідною базою є «центральнословацький культурний інтердіалект». Нова літературна мова, на відміну від бернолаківщини, є системою центральнословацького типу. У 1844 р. нею опубліковано перші твори, з 1845 по 1848 видавано «Словацьку народну газету». У 1846 р. вийшли у світ основні лінгвістичні праці Л. Штура («Словацька мова, або потреба писати цією говіркою», «Наука словацької мови»). Норми штурівської літературної мови більшою мірою, ніж мови бернолаківської, відповідали живій народно-розмовній мові словаків.
У літературно-естетичних поглядах абсолютизував фольклор як вираз національного духу й національної культурної традиції («Про народі пісні й оповідання племен слов'янських», 1853). У поезії розробляв жанри патріотичної лірики та епіки (сб. «Лірика й пісні», 1853, поеми «Святобой», «Матуш із Тренчину», обидві — 1853).

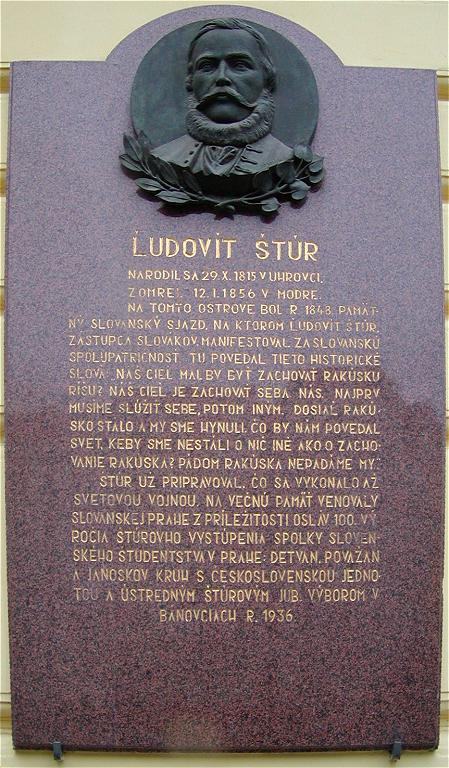
Меморіальна дошка на честь Штура в Празі на місці, де відбувався Слов'янський конгрес

## Твори
- Dielo, zv. 1 — 6, Bratislava, 1954 — 59;
- Listy, zv. 1 — 3, Bratislava, 1954 — 61.

## Штур і Україна
У свою чергу ґрунтовну працю про феномен Штура залишив український учений в еміграції Дмитро Чижевський «Філософія життя Людовіта Штура» (2005).

## Українські переклади
- Штур, Людовит. Розставання; На вершинах: Вірші / Пер. Микола Нагнибіда // 1962. — Ж. Всесвіт. — Ч.2.

## Цікаві факти
Л. Штур — один із засновників культурно-просвітницького видавничого товариства «Tatrin» «Татрин»), видавав газету «Slovenskje narodnje novini» («Словацька народна газета», 1845—1848) з літературним додатком «Orol Tatransky» («Орел татранський»). У цьому додатку опубліковано нариси про Закарпаття Б. Носака-Незабудова під назвою «Листи з незвіданої землі до Л…» 1845).
На честь діяча названо астероїд 3393 Штур.